# デッドエンドの思い出
『デッドエンドの思い出』（デッドエンドのおもいで）は、よしもとばななの短編小説、およびそれを表題作とする短編集。映画化作品が2019年に公開された。
短編集『デッドエンドの思い出』は、2003年7月30日に文藝春秋から刊行された。収録作品のうち「ともちゃんの幸せ」は同年に雑誌『SWITCH』（スイッチ・パブリッシング）において発表され、その他の作品はすべて書き下ろしである。2006年7月に電子書籍版、文春文庫から文庫が発売されている。
著者はあとがきにおいて、この短編集は「自分のいちばん苦手でつらいことを書いている」という過程を経たものであり、「つらく切ないラブストーリーばかりです」と記している。そしてそれを「出産をひかえて、過去のつらかったことを全部あわせて清算しようとしたのではないか？」と自己分析している。短編集の冒頭には「藤子・F・不二雄に捧ぐ」という献辞がある。

## あらすじ
幽霊の家
地元で名の知れた洋食屋の娘である私（せっちゃん）は大学で、有名なロールケーキ店の息子である岩倉と親しくなる。彼の持つ独特な雰囲気からか恋愛には発展しないだろうと思っていた。しかしある日彼のアパートに誘われて体の関係を持つ。岩倉は、自分の部屋には前の住人である不慮の事故で亡くなった大家夫婦の幽霊がいると話す。その夫婦は私の店にも来ていた愛らしい老夫婦だ。そしてその夫婦は今でも日常を生きているかのようで、穏やかで怖くないという。岩倉が海外留学に行くことになり別れを決めた日、私は彼が言っていた老夫婦の幽霊を見る。その姿は岩倉が言っていたように穏やかで、私もまったく怖いと思わない。8年後、洋食屋で働く私は帰国した岩倉と再会し、結婚を決める。
「おかあさーん！」
出版社の編集部員である私（松岡）は、ある社員の会社への逆恨みから起こした毒物混入事件の被害者となる。入院中は被害に遭った実感がわかなかったが、退院後に仕事に復帰すると、体が元に戻らないことや周囲から好奇の目で見られることで心を蝕んでいく。会社の上司から休暇をとるよう勧められ、同棲中のゆうちゃんは結婚を早めようと提案してきた。親代わりに私を育ててくれた祖父母は結婚を喜んでいるようだが、私の実の母親の話は一切しない。幼い頃に父親が死んで、その後母親は私を虐待したのだが、私の記憶の中の母親は優しい人で、それをよくおぼえていない。久しぶりに実家に帰って自分の部屋で眠った私は、子供の頃の優しい両親の夢を見て、目覚めて泣きじゃくる。
あったかくなんかない
小説家になった私（みつよ）は、明かりについてずっと考えていたことがあり、子供の頃の男友達のまことのことを思い出す。老舗の和菓子屋で、お金持ちの大家族のまことの家にはいつも明かりがともっていて、私はいつもそれを見て安心していたが、まことは普通の家庭である私の家が安心すると言っていた。まことは家庭内のトラブルで死んでしまう。その出来事は世間を騒がせたが、和菓子屋はそれからも続いて、まことの家にはその後も変わらず明かりがともっている。私は、ああ、これが長く続くということなんだ、と思った。
ともちゃんの幸せ
ともちゃんは16のときに好きでもない幼なじみにレイプされた。ともちゃんの父親は若い秘書と一緒になり、自分と母親を捨てた。そして母親は病気で急死した。小さなデザイン会社に勤めるともちゃんは今、5年間ずっと好きだった三沢が振り向いてくれそうだった。
この話を書く小説家は、神様はともちゃんに何もしてくれなかったし、この先ともちゃんが三沢と上手くいくとは限らないという。しかし、ともちゃんはいつでもひとりぼっちではなかった、と語る。
デッドエンドの思い出
東京で家族と仲良く暮らす私（ミミ）は、遠距離恋愛になってから次第に会う頻度が減り、ついに連絡が途絶えた婚約者の高梨に会いに行く決心をした。高梨の部屋には新しい恋人がいて、彼女は高梨と結婚することになったという。そこへ帰ってきた高梨が謝りながら、もう心を決めたと打ち明けた。ショックで帰る気力をなくした私は気持ちの整理のためにその街にとどまることを選び、おじが経営する飲食店「袋小路」の2階でしばらく過ごすことになる。
「袋小路」の雇われ店長の西山が私の目付け役になる。彼には幼少期に有名な大学教授であった父親に軟禁生活を強いられ、それがニュースとして取りざたされたという過去がある。今の西山は身軽で、バランスがよく、どこかつかみどころがないが、周りの人たちからとても好かれている。私も店を手伝うようになり、はじめは事務的な関係でしかなかった西山と打ち解けていく。ある夜、私は西山に子供の頃の出来事について触れてみた。西山は自分がバランスがよくて人との距離の取り方が上手いのは、子供の頃のその生活とその後の自由気ままな生活の両方を体験したからだと思う、と話す。そして私は西山から、この街に残っているのは未練のほかに何か理由があるんじゃないかと聞かれる。私はこれまでずっと誰にも言えないでいた、高梨が車を買うための100万円を彼に貸したままなことを西山に打ち明けた。それを人に話せたことでだんだんと自分の気持ちに整理がつき、私は家に帰ることを決める。
西山に帰ることを告げた次の日、彼が高梨の車に乗ってきた。西山は高梨に会いに行って自分が新しい恋人だと嘘をつき、100万を返してほしい、返せないのなら買った車を譲ってほしいと言ってみたら、高梨は思いのほかあっさりとこの車を譲ったという。私たちはその車でドライブへ出かけ、公園で穏やかな一日を過ごす。次の日、私は西山と別れを惜しみ、車を運転して東京の家へ帰る。

## 映画
映画『デッドエンドの思い出』（막다른 골목의 추억、Memories of a Dead End）は、日本と韓国の共同製作による。日本では2019年2月16日公開。韓国のプロデューサーの発案から映画化され、物語の舞台を名古屋に設定し、名古屋市とほかに長久手市と美浜町で撮影された。監督は韓国出身の女性監督チェ・ヒョンヨン（チェ・ヒョニョン）。主演は韓国のガールズグループ少女時代のスヨンと、名古屋を活動拠点とするボーイズグループBOYS AND MENの田中俊介。
原作のファンであった韓国の映画プロデューサーであるイ・ウンギョンが、今作のプロデューサーとなる名古屋市中村区にあるミニシアター「シネマスコーレ」支配人の木全純治の協力を得て、映画化の企画を進めていった。チェ・ヒョンヨンは2010年に「あいち国際女性映画祭」の招待を受けて名古屋の円頓寺商店街を舞台にした短編映画『お箸の行進曲』を撮ったことで名古屋の映画関係者とかかわりを持ち、今作で長編映画デビューとなる。チェ・ヒョンヨンはスヨンを起用した理由について「これまで見た演技に対する真剣な姿勢に、抜群の日本語の実力もあり、他の女優は思い浮かばなかった」と説明している。田中俊介の起用は「名古屋を舞台にした映画なので、名古屋の俳優を使いたかった」という木全純治の案であり、「シネマスコーレ」副支配人である坪井篤史が田中とテレビ番組『映画MANIA』で共演しており、それを通じて田中を評価していたことによる。
映画のストーリーは、スヨンが演じる主人公は韓国人女性で、韓国と名古屋の遠距離恋愛という設定になり、田中が演じる西山は古民家カフェとゲストハウスのオーナーという設定に置き換えられた。撮影は2018年の4月中に行われた。日本では9月8日に名古屋市のウィルホールで開催中であった『あいち国際女性映画祭2018』において特別試写会をおこなった。韓国では10月上旬に開催された『第23回釜山国際映画祭』で上映され、10月5日に行われた野外舞台挨拶には、チェ・ヒョンヨンとスヨン、田中のほか、韓国キャストのドン・ヒョンベ、ペ・ヌリ、イ・ジョンミンらが登壇した。
なお、この映画の制作費はクラウドファンディングにより資金調達されている。

### キャスト
- ユミ：スヨン（少女時代）
- 西山：田中俊介（BOYS AND MEN）
- ユジョン：ペ・ヌリ
- テギュ：アン・ボヒョン
- ジンソン：ドン・ヒョンベ
- ニコ：イ・ジョンミン
- アヤ：平田薫
- チェン：若杉凩
- ベネディクト：Baud Julie

### スタッフ
- 監督・脚本：チェ・ヒョンヨン
- 原作：よしもとばなな『デッドエンドの思い出』（文春文庫）
- 撮影：ソン・サンセ
- 製作：ZOA FILMS、シネマスコーレ
- 配給：アーク・フィルムズ、シネマスコーレ